# Північна Аба
Північна Аба (англ. Aba North) — одна із 17 територій місцевого управління штату Абія, Нігерія. Адміністративний центр — Езіама Урата.
Площа — 23 км2. Чисельність населення — 107 488 осіб (станом на 2006 рік).